# Roberto Maya
Roberto Maya (Campinas, 5 de janeiro de 1935) é um ator, dublador e apresentador de televisão brasileiro.

## Biografia
Estudou na Escola de Arte Dramática, mas não chegou a se formar. Iniciou sua carreira nos anos 1950, como radioator, sendo convidado para trabalhar na dublagem, e logo após cinema, estreando em Teus Olhos Castanhos (1961), de Ibáñez Filho.
Atuou em outros filmes, como Juventude e Ternura (1966). Na televisão, destaque para novelas como Simplesmente Maria (1968) e Éramos Seis (1977), ambas na antiga Rede Tupi. Entre as décadas de 70 e 80, Roberto Maya torna-se figura fácil nas "pornochanchadas", como A Noite dos Imorais (1979) e Os Rapazes da Difícil Vida Fácil (1980), produzidas na boca do lixo paulistana.
Em 1983, participa da novela Final Feliz e no mesmo ano é convidado pela então recém-inaugurada Rede Manchete para apresentar o Jornal da Manchete, na época um inovador telejornal de duas horas de duração, com mais sete apresentadores. Fica no Jornal da Manchete até meados de 1989, quando é convidado pelo documentarista Nelson Hoineff para apresentar o Documento Especial, jornalístico independente inicialmente apresentado na própria Manchete, entre 1989 e 1992, e permanece no programa nas temporadas em que foi exibido no SBT (de 1992 a 1995) e na Rede Bandeirantes (1997 e 1998).
Volta ao cinema apenas em 2005, no filme Cafuné. Na televisão, participou da novela Paraíso Tropical, que terminou em 29 de setembro de 2007.

## Carreira

### Cinema
| Ano  | Título                                       | Personagem         |
| ---- | -------------------------------------------- | ------------------ |
| 2016 | Mulheres no Poder                            | Alberto            |
| 2008 | A Casa da Mãe Joana                          | Oficial de justiça |
| 2005 | Cafuné                                       | Luís Eduardo       |
| 1981 | Eros, O Deus do Amor                         | Marcelo            |
| 1981 | Como Faturar a Mulher do Próximo             | —                  |
| 1980 | Os Rapazes da Difícil Vida Fácil             | Tiago              |
| 1980 | Convite ao Prazer                            | Marcelo            |
| 1979 | Sede de Amar                                 | Valdir             |
| 1979 | Herança dos Devassos                         | Rogério            |
| 1979 | Os Trombadinhas                              | Rui                |
| 1979 | A Noite dos Imorais                          | —                  |
| 1979 | Mulheres do Cais                             | Caixeta            |
| 1978 | O Prisioneiro do Sexo                        | Marcelo            |
| 1978 | Meus Homens, Meus Amores                     | Peter              |
| 1978 | Noite em Chamas                              | Stank              |
| 1976 | O Varão de Ipanema                           | Tatá               |
| 1975 | As Desquitadas                               | —                  |
| 1975 | O Caçador de Fantasma                        | Bernardo           |
| 1973 | Vai Trabalhar Vagabundo                      | Azambuja           |
| 1972 | Nua e Atrevida                               | —                  |
| 1972 | O Anjo Negro                                 | —                  |
| 1972 | Os Inconfidentes                             | Inquisidor         |
| 1971 | O Capitão Bandeira contra o Dr. Moura Brasil | —                  |
| 1971 | Noites de Iemanjá                            | Homem jovem        |
| 1971 | Fora das Grades                              | —                  |
| 1968 | O Homem que Comprou o Mundo                  | —                  |
| 1968 | Juventude e Ternura                          | Sandoval           |
| 1962 | O 5º Poder                                   | —                  |
| 1961 | Mulheres e Milhões                           | —                  |
| 1961 | Teus Olhos Castanhos                         | Jorge              |

### Televisão
| Ano       | Título                      | Personagem                                | Notas                            | Emissora          |
| --------- | --------------------------- | ----------------------------------------- | -------------------------------- | ----------------- |
| 1956-1957 | Teledrama                   | Vários personagens                        |                                  | Rede Tupi         |
| 1965      | O Porto dos Sete Destinos   | —                                         |                                  | TV Rio            |
| 1968      | A Pequena Órfã              | Jerônimo                                  |                                  | TV Excelsior      |
| 1969      | Dez Vidas                   | —                                         |                                  | TV Excelsior      |
| 1969      | Os Estranhos                | Emanoel                                   |                                  | TV Excelsior      |
| 1970      | Simplesmente Maria          | —                                         |                                  | Rede Tupi         |
| 1971      | Hospital                    | Dr. Fábio                                 |                                  | Rede Tupi         |
| 1972      | Jerônimo, o herói do sertão | Ventura                                   | Episódio: "Fronteiras do Mal"    | Rede Tupi         |
| 1972      | Signo da Esperança          | Bubby Canabrava                           |                                  | Rede Tupi         |
| 1975      | Bravo!                      | Dr. Sérgio Aguiar                         |                                  | Rede Globo        |
| 1977      | Éramos Seis                 | José                                      |                                  | Rede Tupi         |
| 1977      | O Espantalho                | Padre Vicente                             |                                  | TVS               |
| 1977      | O Profeta                   | Doutor Michel                             |                                  | Rede Tupi         |
| 1978      | O Direito de Nascer         | Garcia                                    |                                  | Rede Tupi         |
| 1981      | Os Adolescentes             | Dirceu                                    |                                  | Rede Bandeirantes |
| 1982      | Final Feliz                 | César Brandão                             |                                  | Rede Globo        |
| 1983-1989 | Jornal da Manchete          | Apresentador                              |                                  | Rede Manchete     |
| 1987      | Bambolê                     | Orestes                                   | Participação Especial            | Rede Globo        |
| 1989-1992 | Documento Especial          | Apresentador                              |                                  | Rede Manchete     |
| 1992-1995 | Documento Especial          | Apresentador                              |                                  | SBT               |
| 1997-1998 | Documento Especial          | Apresentador                              |                                  | Rede Bandeirantes |
| 2007      | Paraíso Tropical            | Xavier                                    |                                  | Rede Globo        |
| 2008      | Desejo Proibido             | Milton                                    |                                  | Rede Globo        |
| 2011      | Lara com Z                  | Maximiliano Ventura Passos de Albuquerque |                                  | Rede Globo        |
| 2011      | Amor em 4 Atos              | Senhor                                    | Episódio: "Ela faz Cinema"       | Rede Globo        |
| 2012      | As Brasileiras              | Dimas Durango                             | Epispodio: "A Venenosa de Sampa" | Rede Globo        |
| 2015      | Psi                         | Mário                                     | Epispodio: "O Justiceiro"        | HBO Brasil        |